# Le Fuilet

Le Fuilet este o comună în departamentul Maine-et-Loire, Franța. În 2009 avea o populație de 1,872 de locuitori.